# Vibia Matidia
Vibia Matidia, o Mindia Matidia, conosciuta anche come Matidia minore (85 circa – 165 circa), è stata una donna romana della famiglia imperiale, figlia di Salonina Matidia, a sua volta figlia di Ulpia Marciana, sorella dell'imperatore Traiano, e forse di Lucio Vibio Sabino.

## Biografia

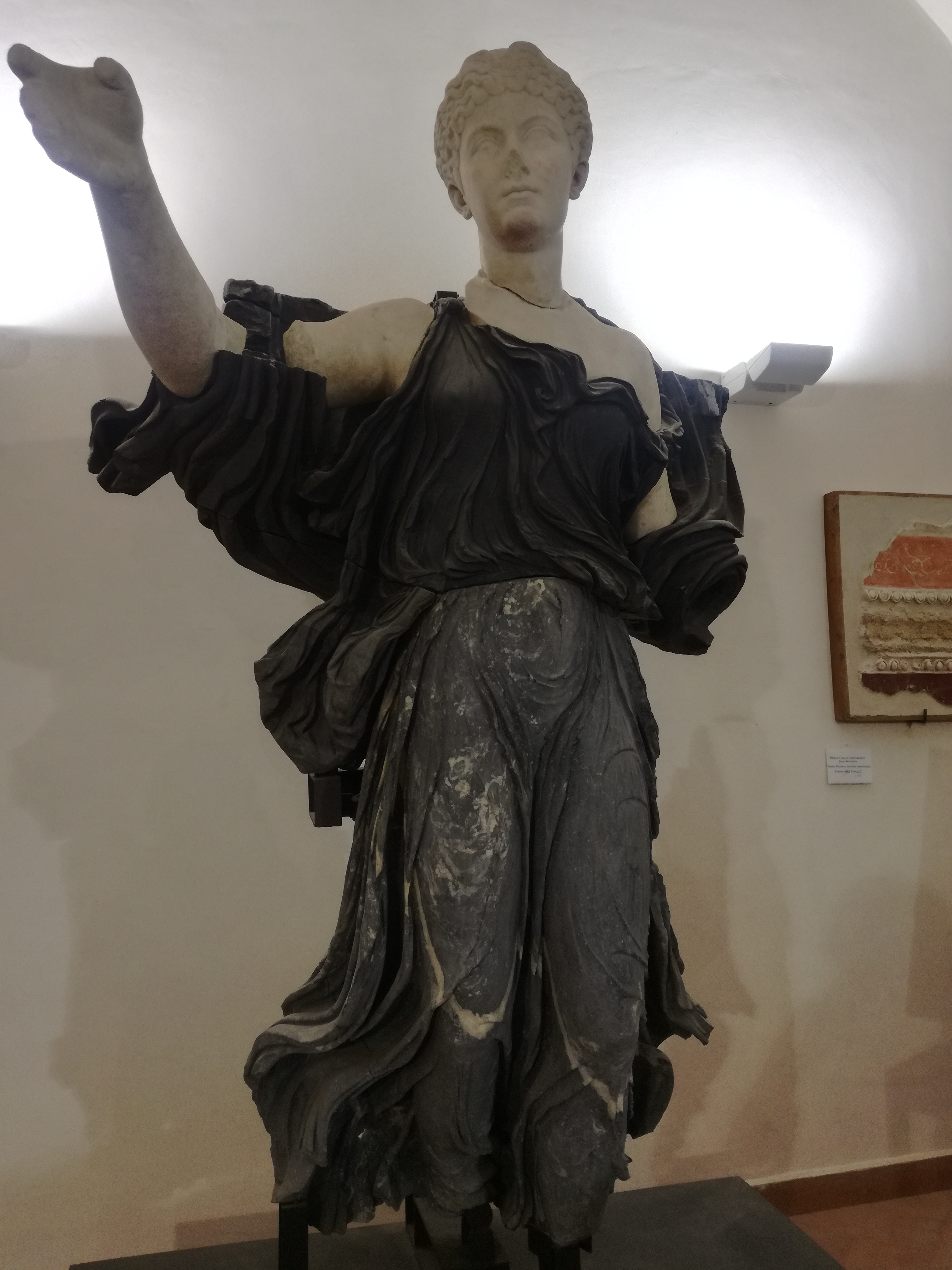
Statua di Matidia minore (Museo del castello ducale di Sessa Aurunca)

Sua sorella Vibia Sabina sposò l'imperatore Adriano. A differenza delle sue parenti non ottenne il titolo di augusta e non venne divinizzata dopo la morte. Fu detta anche Matidia minore per distinguerla dalla madre.
Si tenne lontana dalla vita politica e non si sposò. Ebbe vaste proprietà nella zona di Minturno (dove le furono dedicate delle statue onorarie) e di Sessa Aurunca, dove fece costruire una biblioteca e l'acquedotto e finanziò la ricostruzione del teatro, nel quale si fece raffigurare al centro della scena in veste di Aura, circondata dagli altri membri della famiglia imperiale.